# دیوید مالت آرمسترانگ
دیوید مالت آرمسترانگ (به انگلیسی: David Malet Armstrong)؛ (زاده 8 ژوئیه 1926– درگذشته 13 مه 2014) یک فیلسوف استرالیایی بود، که به‌دلیل کارهایش در زمینه متافیزیک و فلسفه ذهن و دفاع از هستی‌شناسی واقعیت‌گرایانه، نظریه کارکردگرایانه ذهن، معرفت‌شناسی درون‌گرایانه و برون‌گرایانه و برداشت منطق موجهات از قوانین طبیعت شناخته شده‌‌است. او در سال 2008 به‌عنوان عضو افتخاری خارجی فرهنگستان علوم و هنر آمریکا انتخاب شد.
کیت کمپبل گفت که کمک‌های آرمسترانگ به متافیزیک و معرفت‌شناسی «در شکل‌دادن به دستور کار فلسفه و شرایط بحث کمک کرد» و آرمسترانگ «همیشه در نظر داشت تا فلسفه‌ای را توضیح دهد که از نظر اقتصادی، تلفیقی و سازگار با نتایج ثابت در جهان و علوم طبیعی است».

## زندگی و شغل
آرمسترانگ پس از تحصیل در دانشگاه سیدنی، مدرک کارشناسی فلسفه، و پس از آن مدرک دکترای خود را از دانشگاه آکسفورد دریافت کرد. او در سال‌های ۱۹۵۴ و ۱۹۵۵، در دانشگاه ملبورن و در کالج بیرکبک و سپس از سال ۱۹۵۶ تا ۱۹۶۳ در دانشگاه ملبورن تدریس کرد. در سال ۱۹۶۴، استاد فلسفه چالیس در دانشگاه سیدنی شد و تا زمان بازنشستگی در سال ۱۹۹۱ در آن‌جا ماند. او در طول دوره کاری خود مدرس مدعو در تعدادی از مؤسسات از جمله در دانشگاه‌های ییل، استنفورد، نوتردام، تگزاس و کالج فرانکلین و مارشال بود.
در سال ۱۹۷۴، زمانی که دپارتمان فلسفه دانشگاه سیدنی به دو بخش تقسیم شد (دپارتمان فلسفه عمومی و دپارتمان فلسفه سنتی و مدرن)، درحالی‌که دپارتمان فلسفه عمومی فعالیت‌های بیش‌تری را در سیاست رادیکال و تدریس دروس مارکسیسم و فمینیسم دنبال می‌کرد، آرمسترانگ به همراه دیوید استو و کیت کمپبل به گروه فلسفه سنتی و مدرن پیوست. این دو گروه در سال ۲۰۰۰ دوباره یکی شدند.
آرمسترانگ در سال ۱۹۸۲ با جنیفر مری د بوهون کلارک ازدواج کرد. در سال ۱۹۵۰ با مادلین آنت هایدون ازدواج کرد. او همچنین در نیروی دریایی سلطنتی استرالیا خدمت کرد. پدرش نیز در آن نیرو افسر فرمانده دریایی بود.
در سال ۱۹۵۰، آرمسترانگ با دیوید استو و اریک داولینگ، سه شاگرد سابق جان اندرسون، فیلسوف استرالیایی، و بعدتر همه فیلسوفان آکادمیک، کمیته‌ای برای حمایت از سربازی اجباری تشکیل دادند. او معتقد بود که نظرات ضدسربازی باید سرکوب شود.
در سال ۲۰۱۴، به مناسبت پنجاهمین سالگرد انتصاب آرمسترانگ در کرسی فلسفه چالیس در دانشگاه سیدنی، مجله کوادرانت توسط دیوید استو به او ادای احترام کرده و نیز مروری بر کار آرمسترانگ را توسط اندرو ایروین منتشر کرد.

## فلسفه
فلسفه آرمسترانگ به‌طور کلی طبیعت‌گرایانه است. او در کتاب «طرحی برای متافیزیک منسجم» بیان می‌کند که نظام فلسفی او بر این فرض استوار است که تمام آن‌چه با عنوان جهان فیزیکی وجود دارد، جهان فضا-زمان است. او این موضوع را با گفتن این‌که «جهان فیزیکی آشکارا وجود دارد» و «خیلی برانگاشتی به نظر می‌رسد» توجیه می‌کند. از این فرض بنیادی او ، رد اشیاء انتزاعی از جمله نظریه مثل افلاطونی ناشی می‌شود.
پیشرفت آرمسترانگ به‌عنوان یک فیلسوف به‌شدت تحت‌تأثیر جان اندرسون، دیوید لوئیس، و جی‌جی‌سی اسمارت و همچنین الین پلِیس، هربرت فیگل، گیلبرت رایل و جرج ادوارد مور بوده‌است. آرمسترانگ در مجموعه‌ای از مقالات انتقادی دربارهٔ جان لاک و جورج برکلی با سی بی مارتین هم‌کاری کرد.
فلسفه آرمسترانگ در عین منسجم بودن، هیچ زمانی را صرف پرداختن به مسائل اجتماعی یا اخلاقی نمی‌کند و همچنین تلاشی برای ساختن فلسفه زبان نمی‌کند. او یک بار تکیه کار خود را این‌گونه توصیف کرد: «معناشناسی را برای آخرت بگذارید» و در کتاب یونیورسال و رئالیسم علمی، نظریه مثل افلاطون که بر معناشناسی تکیه دارد با این توصیف رد کرد: «طولانی است اما در کل، سنت بی‌اعتباری است که سعی می‌کند مسائل هستی‌شناختی را بر اساس ملاحظات معنایی حل و فصل کند».

### متافیزیک

#### یونیورسال‌ها
در متافیزیک، آرمسترانگ از این دیدگاه دفاع می‌کند که کلیات وجود دارند (اگرچه کلیات بی مثال افلاطونی وجود ندارند). این کلیات با ذرات بنیادی که علم به ما می‌گوید مطابقت دارند. آرمسترانگ فلسفه خود را شکلی از رئالیسم علمی توصیف می‌کند.
کلیات آرمسترانگ «پراکنده» هستند: هر محمولی دارای خاصیت همراه نیست، بلکه فقط آن‌هایی که از نظر تحقیقات علمی پایه‌ای تلقی می‌شوند دارای این خاصیت هستند. هستی‌شناسی نهایی کلیات، تنها با تکمیل علم فیزیک محقق می‌شود؛ بنابراین توده جهانی خواهد بود. آرمسترانگ متوجه می‌شود که ما باید به ویژگی‌هایی اشاره کنیم و از آن‌ها استفاده کنیم که در هستی‌شناسی پراکنده‌اش کلیت در نظر گرفته نمی‌شوند؛ برای مثال، توانایی ارجاع به چیزی که یک بازی است (برای استفاده از مثالی از تحقیقات فلسفی ویتگنشتاین). سپس آرمسترانگ پیشنهاد می‌کند که رابطه‌ای برتر بین این ویژگی‌های مرتبه دوم و کلیات هستی‌شناختی معتبری که فیزیک به ما داده‌است، وجود دارد.
نظریه رفتار یونیورسال‌های آرمسترانگ روابط را مشکل هستی‌شناختی خاصی تلقی نمی‌کند، با آن‌ها می‌توان به همان شیوه‌ای رفتار کرد که با ویژگی‌های غیررابطه‌ای برخورد می‌شود. نحوه برخورد نظریه کلیات آرمسترانگ با روابط، به‌عنوان یک موضوع توسط فریزر مک براید مطرح شده‌است. مک براید استدلال می‌کند که ممکن است روابطی وجود داشته باشد که در آن تعداد اصطلاحات در رابطه بین نمونه‌ها متفاوت باشد. پاسخ آرمسترانگ تأیید نظریه‌ای است که او آن را به‌عنوان اصل تغییرناپذیری آنی توصیف می‌کند، که در آن ویرایش ویژگی‌ها ضروری و تغییرناپذیر هستند. به گفته آرمسترانگ، روابط پیچیده‌ای که به نظر می‌رسد این اصل را به چالش می‌کشند، از نظر هستی‌شناختی واقعی نیستند، بلکه ویژگی‌های مرتبه دومی هستند که می‌توانند به ویژگی‌های اساسی‌تری تقلیل یابند که با اصل تغییرناپذیری آنی مطابقت دارند.
آرمسترانگ گزارش‌های نام‌گرایانه از ویژگی‌هایی را که تلاش می‌کنند خصوصیات را صرفاً با کلاس‌ها تراز کنند، رد می‌کند. هم‌افزونی مشکلی است که آن‌ها با آن روبه‌رو هستند: اگر ویژگی‌ها صرفاً طبقاتی باشند، در جهانی که همه چیزهای آبی مرطوب هستند، و همه چیزهای مرطوب نیز آبی هستند، نام‌گرایان طبقاتی نمی‌توانند تمایزی بین ویژگی آبی بودن و مرطوب بودن قائل شوند. او قیاسی برای استدلال در اوتیفرون افلاطون ارائه می‌دهد: اگر بگوییم الکترون‌ها الکترون هستند، آن‌ها بخشی از کلاس الکترون‌هایی هستند که گاری را قبل از اسب قرار می‌دهند. آن‌ها بخشی از کلاس الکترون‌ها هستند زیرا الکترون هستند.
از نظر آرمسترانگ، نام‌گرایی‌ها را نیز می‌توان به‌دلیل تولید نظریه‌ای از واقعیت مورد انتقاد قرار داد. اجسام دارای ساختار هستند: آن‌ها دارای قطعات هستند، قطعات از مولکول‌هایی ساخته شده‌اند که به نوبه خود از اتم‌هایی کنار یکدیگر تشکیل شده‌اند، که به نوبه خود از ذرات زیر اتمی و غیره تشکیل شده‌اند. ذرات، کلیات افلاطونی را نیز تهدید می‌کند: یک مثال خاص از یک جهان‌شمولی در دنیای کلی‌های افلاطونی، به جای داشتن رابطه‌ای درونی، به موضوعی تبدیل می‌شود که ذرات خاص با یک کل در جای دیگر (مثلاً در بهشت افلاطونی) رابطه دارد. کاری که یک عنصر شیمیایی با یک اتم تشکیل‌دهنده انجام می‌دهد.
آرمسترانگ همچنین نام‌گرایی‌هایی را که وجود ویژگی‌ها و روابط را در واقعیت انکار می‌کنند، رد می‌کند. او پیشنهاد می‌کند که این نوع نام‌گرایی‌ها، به‌ویژه با اشاره به آن‌چه او نام‌گرایی‌های طبقاتی و شبیه نام‌گرایی می‌نامد، اصول اولیه عضویت یا تشابه طبقاتی را فرض می‌کنند. آرمسترانگ پیشنهاد می‌کند که این نوع اولیه از نام‌گرایی منجر به یک پس‌رفت باطل برای هر دو نوع نام‌گرایی می‌شود، بنابراین سیستم مبتنی بر حالت‌های امور خود را برانگیخت که ویژگی‌ها را با فرض یک پیوند اولیه از مصداق بر اساس یک هستی‌شناسی واقعیت، به نام حالات، یکی می‌کند.
از نظر منشأ دیدگاه آرمسترانگ از کلیات، او بیان می‌کند که دیدگاهش دربارهٔ کلیات «سرزمینی نسبتاً ناشناخته» است، اما به مقاله هیلاری پاتنم در سال ۱۹۷۰ «دربارهٔ ویژگی‌ها» اشاره می‌کند. او همچنین می‌گوید: «افلاطون در آثار بعدی‌اش، ارسطو و رئالیست‌های اسکولاستیک در این زمینه از فلسفه معاصر پیشی گرفتند، هرچند به‌دلیل عقب‌ماندگی نسبی علم و روش‌شناسی علمی روزگار خود، ناتوان بودند».

#### وضعیت امور
محور فلسفه آرمسترانگ، ایده وضعیت‌های امور است («واقعیت‌ها» در اصطلاح راسل): در طرحی برای متافیزیک سیستماتیک، آرمسترانگ ادعا می‌کند که وضعیت‌ها «ساختارهای بنیادی در واقعیت» هستند. وضعیت‌ امور به‌طور کلی مصداق یک امر خاص و کلی است: حالتی از امور ممکن است این باشد که یک اتم خاص وجود داشته باشد، که مثالی کلی باشد (مثلاً از یک عنصر خاص است، اگر عناصر شیمیایی در نهایت به‌عنوان بخشی از یونیورسال‌های آرمسترانگ پذیرفته شوند). جزئیات موجود در هستی‌شناسی آرمسترانگ باید حداقل یک کلیت داشته باشد؛ همان‌طور که او کلیات بی مثال را رد می‌کند، «جزئیات بی‌خاصیت» را نیز رد می‌کند.
آرمسترانگ استدلال می‌کند که وضعیت‌های امور در هستی‌شناسی چیزهای متمایزی هستند، زیرا بیش از مجموع اجزای خود هستند. اگر یک a خاص یک رابطه نامتقارن R با b خاص دیگر داشته باشد، آنگاه R (a, b) با R (b, a) متفاوت است. ممکن است R (a, b) در جهان به‌دست آید اما R (b, a) چنین نباشد. بدون احوالی که مصداق جزئیات و کلیات (از جمله روابط) باشد، نمی‌توانیم صدق یک مورد و نادرستی مورد دیگر را توضیح دهیم.

#### قوانین طبیعت
نظریه کلیات آرمسترانگ به او مبنایی برای درک قوانین طبیعت به‌عنوان روابط بین کلیات می‌دهد، گزارشی غیرانسانی از قوانین طبیعت که به‌طور مستقل توسط آرمسترانگ، مایکل تولی، و فرد درتسکه ارائه شده‌است. این گزارش بیان می‌کند که روابط بین کلیات برای گزاره‌های مربوط به قوانین فیزیکی حقیقت‌ساز هستند، و واقع‌گرایانه است، زیرا می‌پذیرد که قوانین طبیعت به‌جای این‌که صرفاً شیوه‌ای صحبت دربارهٔ جهان باشد، ویژگی جهان هستند. آرمسترانگ قوانین را به‌عنوان قوانینی که بین کل‌ها و نه جزءها قرار دارند، شناسایی می‌کند، زیرا شرح قوانینی که شامل جزئیات عادلانه است نه کل‌ها، نمی‌تواند به اندازه کافی توضیح دهد که قوانین طبیعت در مورد خلاف واقع‌ها چگونه عمل می‌کنند.
برای نشان دادن این نظریه، استفان مامفورد مثالی از سیاه بودن همه زاغ‌ها ارائه می‌دهد. بر اساس نظریه آرمسترانگ، تولی و درتسکه، به‌جای این‌که با تک‌تک کلاغ‌ها رابطه‌ای وجود داشته باشد، رابطه‌ای ضروری بین کلاغ‌های کل و سیاهی وجود دارد. این اجازه می‌دهد تا قوانین طبیعت را توضیح دهیم که مثال زده نشده‌اند. مامفورد نمونه پرکاربرد پرنده موآ را ذکر می‌کند: «فرض می‌شود که هر پرنده از این گونه منقرض‌شده در سنین جوانی مرده باشد، البته نه به‌دلیل ساختار ژنتیکی، بلکه به‌دلیل برخی ویروس‌ها.. یک پرنده می‌توانست از ویروس نجات پیدا کند و یک شکارچی در روز قبل از تولد پنجاهمین سالگردش بخورد.» بر اساس نظریه آرمسترانگ، تولی و درتسکه، چنین تصادفی قانون طبیعت نخواهد بود.

#### گرایش‌ها
آرمسترانگ گرایش‌گرایی را رد می‌کند؛ این ایده که ویژگی‌های اختیاری (یا قدرت‌هایی که گاهی اوقات به آن‌ها اشاره می‌شود) از نظر هستی‌شناختی مهم هستند و نقش مهمی در توضیح قوانین طبیعت دارند. آرمسترانگ معتقد است که چالشی که گرایش‌گرایی برای توضیح او از قوانین طبیعت ایجاد می‌کند، در مورد تمایلات آشکار (مثلاً افتادن لیوان بر روی زمین و شکستن) نیست، بلکه در مورد تمایلات ناآشکار است (این واقعیت است که اگر کسی بخواهد آن را رها کند، با واقعیت مقابله می‌کند. شیشه روی زمین، می‌شکند). آرمسترانگ به‌سادگی بیان می‌کند که خصیصه صرفاً در ماهیت ویژگی‌های مصداق چیزی است که قرار است دارای منش باشد.

#### حقیقت و صدق‌سازان
در مورد حقیقت، آرمسترانگ به آنچه او به‌عنوان «نسخه حداکثری» نظریه صدق‌ساز توصیف می‌کند پای‌بند است: او معتقد است که هر حقیقتی صدق‌ساز دارد، اگرچه لزوماً نقشه‌برداری یک‌به‌یک بین حقیقت و صدق‌ساز وجود ندارد. امکان وجود یک یا چند رابطه بین حقایق و صدق‌سازان، ویژگی‌ای است که آرمسترانگ معتقد است به نظریه صدق‌ساز اجازه می‌دهد تا به برخی از انتقادات واردشده به نظریه‌های مطابقت قدیمی‌تر صدق (که معتقد است نظریه صدق‌ساز نسخه بهبودیافته آن‌ها است) پاسخ دهد. حقایق منفی در روایت آرمسترانگ صدق‌سازانی دارد: او دیواری را مثال می‌زند که با سبز رنگ پوشانده شده‌است. رنگ سبز دیوار برای گزاره سفید نشدن آن و گزاره عدم رنگ قرمز و غیره یک حقیقت است.
مشکل در ارائه گزارش کافی از صدق‌سازان برای رویدادهای گذشته یکی از دلایلی است که آرمسترانگ برای رد حال‌گرایی ارائه می‌کند؛ این دیدگاه که فقط زمان حال وجود دارد (دلیل دیگر ناسازگاری چنین دیدگاهی با نسبیت خاص است). آرمسترانگ استدلال می‌کند که حاضران باید یا نیاز به صدق‌سازان برای اظهارات مربوط به گذشته را انکار کنند، یا باید آن‌ها را «با فرض صدق‌سازان عجیب» توجیه کنند.

#### ذهن
آرمسترانگ به نظریه فیزیکی و کارکردگرایانه ذهن پای‌بند است. او در ابتدا مجذوب کتاب مفهوم ذهن گیلبرت رایل و رد ثنویت دکارتی شد. آرمسترانگ رفتارگرایی را نپذیرفت و در عوض از نظریه‌ای دفاع کرد که از آن به‌عنوان «نظریه حالت مرکزی» یاد کرد، که حالت‌های ذهنی را با وضعیت سیستم عصبی مرکزی شناسایی می‌کند. در نظریه ماتریالیستی ذهن، او پذیرفت که حالات ذهنی مانند آگاهی وجود دارند، اما اظهار داشت که می‌توان آن‌ها را به‌عنوان پدیده‌های فیزیکی توضیح داد. آرمسترانگ پذیرش نظریه دولت مرکزی را به کار جی.جی. سی اسمارت، به‌ویژه مقاله «احساسات و فرآیندهای مغزی»، نسبت می‌دهد و از آن‌جا به مقاله «آیا آگاهی یک فرایند مغزی است؟» می‌پردازد.
استفان مامفورد اظهار داشت که نظریه ماتریالیستی ذهن آرمسترانگ «بیان‌گر بیانیه معتبر ماتریالیسم استرالیایی است و بخشی اساسی از فلسفه بوده و هنوز هم هست».

### معرفت‌شناسی
دیدگاه آرمسترانگ از دانش این است که شرایط دانش زمانی برآورده می‌شود که شما یک باور واقعی موجه داشته باشید که از طریق یک فرایند قابل اعتماد به آن رسیده‌اید: یعنی این باور توسط عاملی در جهان بیرونی ایجاد شده‌است. آرمسترانگ از تشبیه دماسنج استفاده می‌کند: همان‌طور که دماسنج با دمای محیطی که در آن قرار دارد تغییر می‌کند، اگر باورهای فرد باید همین‌طور باشند. از نظر آرمسترانگ ارتباط بین دانش و دنیای بیرونی، یک رابطه نامولوژیک است (یعنی یک رابطه قانون طبیعت). در این‌جا، دیدگاه آرمسترانگ به‌طور کلی شبیه دیدگاه آلوین گولدمن و رابرت نوزیک است. شهودهایی که منجر به این نوع بیرون‌گرایی می‌شود، الوین پلانتینگا را به سمت گزارشی از دانش سوق داد که نیاز به سیستم‌های شناختی «با عمل‌کرد مناسب» را که بر اساس یک الگوی طراحی عمل می‌کنند، اضافه کرد.

#### باور
در مورد رابطه بین باورها و دانش، آرمسترانگ از «پذیرش ضعیف» شرط اعتقاد دفاع می‌کند، یعنی اگر بتوان گفت که شخصی چیزی را p می‌داند، او به p اعتقاد دارد. در مقاله‌ای برای انجمن ارسطویی، مجموعه‌ای از استدلال‌های زبانی را برای رد شرط اعتقاد رد می‌کند. او استدلال می‌کند که می‌توان بدون داشتن اعتقاد دانش داشت، زیرا استفاده رایج از کلمه «باور» به‌معنای فقدان دانش است. آرمسترانگ این مثال را می‌آورد که اگر از مردی در ایستگاه راه‌آهن بپرسید که آیا قطار به تازگی حرکت کرده‌است و او بگوید «من معتقدم رفته‌است»، از این موضوع برداشت می‌کنید که او نمی‌داند که قطار رفته‌است.
آرمسترانگ همچنین استدلال می‌کند که باورهای متناقض نشان می‌دهند که بین باورها و دانش ارتباط وجود دارد. او زنی را مثال می‌زند که فهمیده‌است شوهرش مرده‌است، اما نمی‌تواند باور کند شوهرش مرده‌است. او هم ایمان دارد و هم باور ندارد که شوهرش مرده‌است: اتفاقاً یکی از دو عقیده او موجه، درست و واجد شرایط معرفتی است.
آرمسترانگ پاسخی به نسخه اصلاح‌شده کالین رادفورد از مثال «آزمایش‌شونده نامطمئن» ارائه می‌دهد. از دانش‌آموزی پرسیده می‌شود که ملکه الیزابت اول چه زمانی درگذشت، و او با تردید پاسخ می‌دهد «۱۶۰۳»، و نشان می‌دهد که به پاسخ خود اطمینان ندارد. او فراموش کرده‌است که قبلاً در مقطعی تاریخ انگلیسی خوانده‌است. رادفورد این را به‌عنوان نمونه‌ای از دانش بدون اعتقاد ارائه می‌کند. اما آرمسترانگ در این مورد نظری متفاوت دارد: معاینه‌شونده غیرقابل اعتماد معتقد است که ملکه الیزابت اول در سال ۱۶۰۳ درگذشت، او می‌داند که او در سال ۱۶۰۳ درگذشت، اما او نمی‌داند که می‌داند. آرمسترانگ اصل KK را رد می‌کند؛ که برای دانستن p، باید بدانیم که p را می‌شناسیم. رد اصل KK توسط آرمسترانگ با پروژه بیرونی گسترده‌تر او سازگار است.

## یادداشت
1. ↑  استادی چالیس کرسی‌های استادی در دانشگاه سیدنی است که به افتخار جان هنری چالیس، تاجر، زمین‌دار و بشردوست انگلیسی-استرالیایی، که در وصیت‌هایش بخشی از املاک و مستغلات شخصی‌اش را به دانشگاه سیدنی بخشید، نام‌گذاری شده‌است.